# Фіфті-Лейкс (Міннесота)
Фіфті-Лейкс (англ. Fifty Lakes) — місто (англ. city) в США, в окрузі Кроу-Вінг штату Міннесота. Населення — 443 особи (2020).

## Географія
Фіфті-Лейкс розташоване за координатами 46°45′58″ пн. ш. 94°7′9″ зх. д. / 46.76611° пн. ш. 94.11917° зх. д. (46.766218, -94.119281).  За даними Бюро перепису населення США в 2010 році місто мало площу 85,88 км², з яких 75,63 км² — суходіл та 10,25 км² — водойми.

## Демографія
Згідно з переписом 2010 року, у місті мешкало 387 осіб у 173 домогосподарствах у складі 129 родин. Густота населення становила 5 осіб/км².  Було 585 помешкань (7/км²).
Расовий склад населення:
| - 99,2 % — білих |

До двох чи більше рас належало 0,0 %. Частка іспаномовних становила 0,8 % від усіх жителів.
За віковим діапазоном населення розподілялося таким чином: 17,6 % — особи молодші 18 років, 47,5 % — особи у віці 18—64 років, 34,9 % — особи у віці 65 років та старші. Медіана віку мешканця становила 56,4 року. На 100 осіб жіночої статі у місті припадало 104,8 чоловіків;  на 100 жінок у віці від 18 років та старших — 109,9 чоловіків також старших 18 років.
Середній дохід на одне домашнє господарство  становив 68 417 доларів США (медіана — 45 625), а середній дохід на одну сім'ю — 81 325 доларів (медіана — 61 528). Медіана доходів становила 55 833 долари для чоловіків та 26 875 доларів для жінок. За межею бідності перебувало 11,9 % осіб, у тому числі 16,1 % дітей у віці до 18 років та 11,3 % осіб у віці 65 років та старших.
Цивільне працевлаштоване населення становило 127 осіб. Основні галузі зайнятості: мистецтво, розваги та відпочинок — 29,9 %, будівництво — 22,0 %, роздрібна торгівля — 15,0 %, освіта, охорона здоров'я та соціальна допомога — 12,6 %.